# 丽江蔷薇
丽江蔷薇（学名：Rosa lichiangensis）为蔷薇科蔷薇属下的一个种。

## 扩展阅读
- 維基物種上的相關：丽江蔷薇